# 正法寺 (奥州市)
正法寺（しょうぼうじ）は、岩手県奥州市水沢黒石町にある曹洞宗の寺院。山号は大梅拈華山（だいばいねんげざん）。本尊は如意輪観音。かつては大本山の永平寺、總持寺に次ぐ第三本山と呼ばれた。1990年(平成2年)9月11日には、本堂などが国の重要文化財に指定された。

## 歴史

### 曹洞宗第三の本寺としての隆盛と衰退
1348年(貞和4年)、無底良韶（むていりょうしょう）は、天台宗の古刹として知られた黒石寺奥の院に曹洞禅の道場を建てた。これが東北地方初の曹洞宗寺院、正法寺の始まりである。
無底は、これに先立つ1342年(康永元年)に師である峨山韶碩（がさんじょうせき）から、開祖道元が中国から持ち帰ってきた袈裟「僧伽梨（そうかり）」を授けられている。これは、道元から峨山まで、連綿と伝承されてきたものであって、これを授けるということは峨山門派を無底良韶が継承することを示唆していた。正法寺が開創されて2年後の1350年(観応元年)に崇光天皇が、「出羽奥州両国における曹洞の第三の本寺」として、住職に紫衣の着用が許された。
その後1361年(康安元年)、13年の歳月を経ても跡を継ぐ門弟がないまま無底良韶が死去。そのため、師の峨山が、弟弟子の月泉良印（げっせんりょういん）に正法寺を継がせた。このとき、「正法寺は末代まで奥羽両州曹洞の本寺たるべし」とする書状を月泉良印に与えている。月泉は40年にわたってその住職をつとめ、正法寺発展の基礎をきずいた。月泉良印は秋田郡松原に名刹補陀寺をひらき、北出羽にも曹洞宗の教線を拡大した。
東北地方に曹洞宗の拠点ができたことによって、布教は進み、月泉良印は「月泉四十四資」といわれる弟子を輩出することとなる。岩手県南部や宮城県を中心に次々に末寺が開かれることとなり、その数は508とも1200とも言われた。出羽国出身の道叟道愛（どうそうどうあい）は、兄弟子にあたる無底・月泉を補佐し、月泉に先立って世を去ったが、正法寺の経済基盤を確立するなどその功績は大きく、正法寺第3世として崇敬されている。
1615年(元和元年)の幕府法度により、本寺の格を失い、現在は72の末寺を持つのみである。

### 火災による焼失
正法寺は火災が多く、1444年(文安元年)から1799年(寛政11年)までの6回を記録している。1799年の最後の火事は、月泉良印の400回忌の当日に庫裏から出火したもので、惣門、土蔵、宝蔵を残すのみでほぼ全焼してしまった。このときは、仙台藩の庇護を受けていて、復興は仙台藩が行うことになっていたが、藩側も財政がひっ迫しており、50年経って、本堂と庫裏は再建された。仙台藩は、スポンサーのような存在だったらしく、藩が関わったものには、藩の家紋が随所に入れられている。しかし、仏殿と山門は修理されず今日に至る。

### 専門僧堂での暴力事件
2013年(平成25年)7月に、当寺専門僧堂において年下の修行僧に暴行を加えてけがを負わせたとして、修行僧2名が傷害容疑で逮捕された。曹洞宗宗務庁ではこの事件を暴力事件と捉え、教学部による聞き取り調査を経て、宗門として11月30日付での専門僧堂の認可取り消し処分を決定した。2017年(平成29年)3月僧堂を再開した。

## 文化財
以下の3棟が重要文化財に指定されている（他に鐘楼堂を附（つけたり）指定とする）。
- 本堂‐仙台藩による造営で、江戸時代後期に再建されたもの。当初は「客殿」と称していた。入母屋造、茅葺き。正面30メートル、側面21メートルの大規模な建築である。本堂の茅葺屋根は、棟高（屋根の高さ）約26メートル、勾配49度、面積は720坪と日本一の茅葺屋根を誇る。
- 庫裏‐本堂の手前右側に建つ。寄棟造茅葺き。江戸時代後期の再建。
- 惣門‐寛文5年（1665年）建立の四脚門

### 平成の大改修
近年屋根の痛みが進み、1995年(平成7年)の春から「平成の大改修」を開始。国、県、市、の補助等で、22億700万円を投じた。1999年までに惣門、鐘楼堂、庫裏を、2000年から2006年8月まで本堂の改修が行われた。1996年(平成8年)11月21日には惣門の落成式を終えた。また、改修が終了したことで、2006年9月29、30日には一般公開もされる。
この平成の大修理で新たな発見があった。惣門に極彩色の仏画が描かれているのを発見した。南面に想像上の鳥「迦陵頻伽（かりょうびんが）」、北面に「竜」が描かれていた。さらには吉祥天や弁才天などが発見された。しかし、その多くは腐食が進んでいる。